# Titiek Puspa
Titiek Puspa est une chanteuse, autrice-compositrice-interprète et actrice indonésienne, née Sudarwati le 1er novembre 1937 à Tanjung (en) (Indes orientales néerlandaises) dans l'actuel Kalimantan du Sud et morte le 10 avril 2025 à Jakarta. Le magazine Rolling Stone Indonesia la classe en 2008 comme l'une des 25 plus grands artistes indonésiens.

## Biographie
Titiek Puspa commence sa carrière de chanteuse avec l'orchestre symphonique de Jakarta après avoir gagné un concours de chant sur Radio Republik Indonesia. Dans les années 1950, le président Soekarno lui-même choisit son nom de scène.
Elle connait le sommet de sa période créative dans les années 1960-1970,  et elle est alors l'une des rares autrices-compositrices à tenir le devant de la scène alors que le sort des chanteuses indonésiennes est plutôt de servir de faire-valoir à des auteurs masculins.
Sur le plan musical, elle mêle influences pop, rock and roll, jazz, blues, alors que le régime met plutôt en avant la musique traditionnelle. Elle est toutefois bien perçue par les présidents des deux régimes sucessifs, et acquièrt l'étiquette de « chanteuse du palais (présidentiel) », allant jusqu'à composer un chant, Bapak Pembangunan (Le Père du développement) louant Suharto en 1987,.
Kupu-Kupu Malam (Le Papillon de nuit, 1977) est sa chanson la plus connue. Elle y suggère le courage d'une femme se prostituant pour survivre face aux difficultés économiques, en jetant l'opprobre sur ses clients, un traitement en décalage avec la morale de l'époque.
Parmi ses chansons, les titres Kupu-Kupu Malam et Bing sont sélectionnés respectivement aux 32e et 41e places d'un classement des meilleures chansons indonésiennes de tous les temps proposé en 2009 par la version indonésienne du magazine Rolling Stone.
Parrallèlement à ses plus de 50 années de carrière musicale, elle a aussi été actrice dans plusieurs films dans les années 1980, et a interprété plusieurs rôles au théâtre.
En novembre 2017, Titiek Puspa a reçu le prix spécial de l'ASIRI (Music Recording Industry Alliance of Indonesia), pour « son dévouement de toute une vie à l'industrie de la musique ».
Le 26 mars 2025, Titiek Puspa est invitée à apparaître dans l'émission humoristique de Trans7, Lapor Pak!, Peu après le tournage, Titiek Puspa s'est effondrée dans le studio et a été transportée d'urgence à l'hôpital par les équipes de Trans7 TV. Titiek Puspa est décédée à l'hôpital Medistra de Setiabudi, au sud de Jakarta, le 10 avril 2025, des suites d'une hémorragie intracérébrale, à l'âge de 87 ans.